# Fernando Siro
Pour les articles homonymes, voir Siro (homonymie).
Fernando Siro (5 octobre 1931 - 4 septembre 2006) est un réalisateur, acteur et scénariste argentin.

## Filmographie
- 1976 : Allá donde muere el viento